# József Etelka

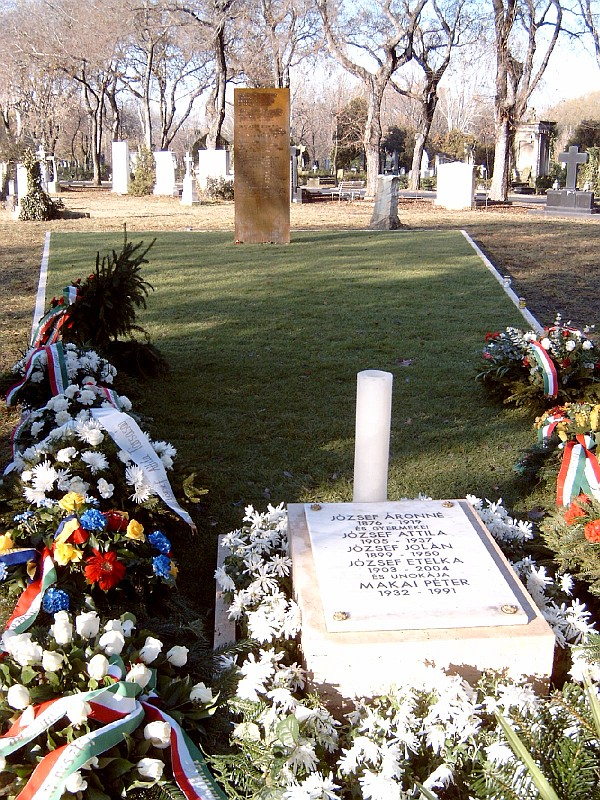
József Etelka családjának sírja (Budapest, Fiumei úti sírkert: 35-2-59.)

József Etelka (Budapest, 1903. március 22. – Budapest, 2004. április 3.) József Attila nővére, József Jolán húga; Makai Ödön harmadik felesége.

## Élete
1903. március 22-én született. Édesapja József Áron, édesanyja: Pőcze Borbála. Gyermekkorában a család sok helyen lakott (Soroksári út, Szvetanay utca, Gát utca, Ferenc tér, Páva utca, Haller utca). Öcsödön Attilával együtt nevelőszülőkhöz került.
1918 júliusában Attilával együtt Makai Ödön ügyvéd segítségével, a Károly király gyermeknyaraltatási akció keretében Abbáziában üdült.
Makai Ödön József Etelkát 1931. december 26-án vette el feleségül Budapesten. Megegyezés szerint három gyermekük született, köztük Makai Péter rendező-díszlettervező. Az anya református vallását követte.
Öccse Etelkáról mintázta meg a Betlehemi királyok pironkodó Máriáját. József Attila a nővérét – annak gyermekei születésekor – verssel köszöntötte.
A százegy esztendőt megért József Etelka volt a költő hagyatékának gondozója.

## Kitüntetése
- A Magyar Köztársasági Érdemrend lovagkeresztje (2003)